# Гаитянский незофонт
Гаитянский незофонт (лат. Nesophontes zamicrus) — вымершее млекопитающее из рода Незофонты отряда Насекомоядные.
Эндемик острова Гаити. Останки — передние части двух черепов с полностью сохранившимся нёбом — впервые найдены Дж. Миллером в марте 1925 года в большой пещере около плантации Атале (фр. Atalaye) в 6,4 км от города Сен-Мишель-де-л'Атале и описаны им в 1929 году. У типового экземпляра из зубов сохранились только второй премоляр сверху слева и моляроподобные с обеих сторон. Эти и другие экспонаты в 1999 году были датированы XIII веком.
Причины исчезновения возможно связаны с интродукцией мышей и крыс, а также с лесными пожарами.

## Описание
Размеры обнаруженных останков указывают на то, что наряду с малым гаитянским незофонтом это был вероятно самый мелкий представитель рода: нёбная длина черепа у типового экземпляра — 11,0 мм; общая длина самых крупных зубов на верхней челюсти — 5,0 мм; общая длина самых крупных зубов на нижней челюсти — 5,6 мм. Соотношение нёбной ширины к нёбной длине равно 54,7, а нёбной глубины (с заднего края) к нёбной длине — 37,7 (у малого гаитянского незофонта соответственно 55,4 и 40).